# إحصار القناة المفتوحة
إحصار القناة المفتوحة يشير لفكرة أن العديد من العقاقير والجزيئات الصغيرة الأخرى تقوم بتأثيراتها عن طريق دخول وسد قناة أيونية مفتوحة. تم طرح هذه الفكرة أول مرة من قبل كلاي أرمسترونغ لشرح آلية عمل أيونات رباعي إيثيل الأمونيوم والأيونات الأخرى الشبيهة، في تيار قناة البوتاسيوم في المحور العصبي العملاق لدى السبيدج.